# Crotone (provincie)
De provincie Crotone is gelegen in de Zuid-Italiaanse regio Calabrië. Ze grenst in het noorden aan de provincie Cosenza en in het zuiden aan de provincie Catanzaro. De provincie is pas ontstaan in 1992 als afsplitsing van de provincie Catanzaro.

## Geschiedenis
De hoofdstad Crotone werd in 710 voor Christus door de Grieken opgericht onder de naam Crotona. Wetenschappers als Pythagoras, Philolaus en Alcmaeon hebben hier gewoond. Het archeologische museum van de stad herbergt veel kunstschatten uit deze tijd. Op de Capo Colonne staat nog een van de 48 zuilen van de Heratempel overeind. Tegenwoordig is Crotone een belangrijke haven- en industriestad. Het belangrijkste monument van de stad is het kasteel, dat op het hoogste punt van de stad ligt.

## Landschap
De kuststrook heeft afwisselend zand-, kiezel- en rotsstranden. De belangrijkste badplaatsen zijn de Punta Alice (Ansjoviskaap) bij Ciro en Le Castella, niet ver van Isola di Capo Rizzuto. Bij Le Castella ligt een Argonees kasteel uit de vijftiende eeuw in zee. Het heuvelachtige binnenland bestaat uit het berglandschap van de Sila; de Sila Grande en Sila Piccola. Delen ervan behoren tot het "Parco Nazionale della Sila". Trepido is een van de belangrijkere toeristenoorden in dit deel van Calabrië. Ten westen van Melissa liggen een aantal Albanese dorpen waar het arbereshe gesproken wordt, een Albanees dialect.

## Belangrijke plaatsen
- Crotone (60.010 inw.)
- Isola di Capo Rizzuto (14.233 inw.)
- Cirò Marina (13.987 inw.)